# Babington-Verschwörung

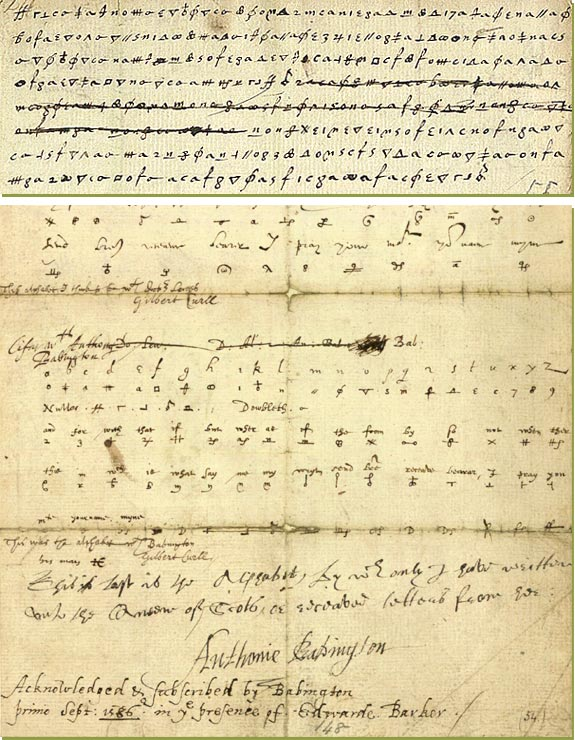
Postscriptum eines Briefes Maria Stuarts an Anthony Babington und Babingtons Aufzeichnung der verwendeten Verschlüsselung

Die Babington-Verschwörung (auch Babington-Komplott) ist die Bezeichnung für eine katholische Verschwörung im Jahr 1586, die das Ziel hatte, die protestantische Königin Elisabeth I. zu ermorden und Maria Stuart aus dem Gefängnis in Chartley Manor zu befreien, um sie auf den englischen Thron zu bringen. Die Verschwörer vertrauten darauf, dass Philipp II. von Spanien und die katholische Liga in Frankreich sie unterstützen würden. Obwohl Anthony Babington als Namensgeber genannt wird, gilt als eigentlicher Drahtzieher der Verschwörung John Ballard. Die Babington-Verschwörung führte letztlich zur Hinrichtung Maria Stuarts.

## Vorgeschichte

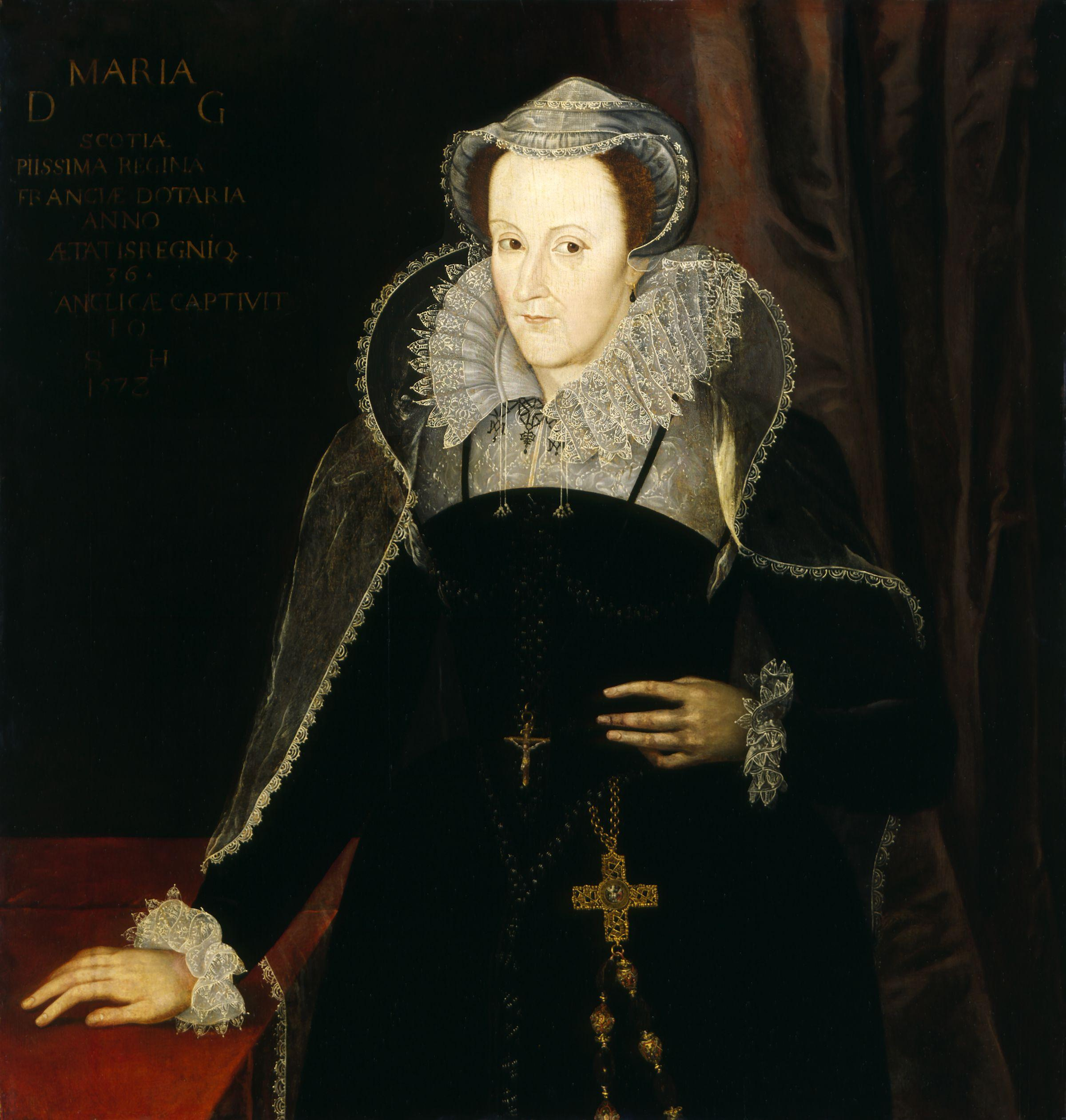
Maria Stuart

Nach Maria Stuarts Abdankung in Schottland 1567 wurde sie von Elisabeth I. gefangen genommen. Aufgrund dessen stand Maria Stuart 18 Jahre in erster Linie unter der Aufsicht des Earls of Shrewsbury. Ab 1580 wurde die Kontrolle Amyas Paulet übertragen.
1583 kam es zur Throckmorton-Verschwörung englischer Katholiken, die Elisabeth I. ermorden und durch Maria Stuart ersetzen wollten. Als Nachwirkung verfassten Sir Francis Walsingham und William Cecil, 1. Baron Burghley, den Bond of Association. Hierin wurden alle Unterzeichner verpflichtet, jeden zu exekutieren, der den Thron an sich zu reißen versuchte oder ein Attentat auf die Königin plante oder erfolgreich durchführte. Auch Maria unterzeichnete diesen Bond. Im folgenden Jahr verabschiedete das Parlament auf Grundlage dieses Bonds das entsprechende Gesetz.
Als weitere Veränderung nach der Verschwörung wurde die Bewachung und Überwachung Maria Stuarts verschärft. Jetzt wurden auch ihre Besucher sowie ihre Korrespondenz genau überwacht. Des Weiteren wurde sie am 24. Dezember von Tutbury nach Chartley verlegt.

## Die Verschwörer
Der Kern der Gruppe bestand aus:
- Anthony Babington
- John Ballard
- John Savage
- Thomas Salisbury (oder Salesbury); er war Mündel Robert Dudleys, des 1. Earl of Leicester und hatte damit Zugang zu Elisabeth I.[5]
- Edward Habington[6]
- Chidiock Tichborne[7]
- Charles Tilney; er war der Cousin von Edmund Tilney, dem Leiter der Behörde für Schauspielgenehmigungen.[6]

Später schlossen sich noch weitere Personen der Verschwörung an. Dies waren u. a.
- Edward Windsor; der jüngere Bruder Lord Windsors
- Edward Jones; sein Vater war Schneider Maria Stuarts
- Henry Donne (oder Henry Donn)
- Robert Gage
- John Travers
- John Charncock
- Sir Thomas Gerald; er wurde von der Regierung verdächtigt, an der Verschwörung beteiligt zu sein, war Abgeordneter von Lancashire.[6]

Gilbert Gifford war auch Mitglied der Verschwörergruppe, war jedoch eigentlich ein Doppelagent im Dienste von Sir Francis Walsingham.

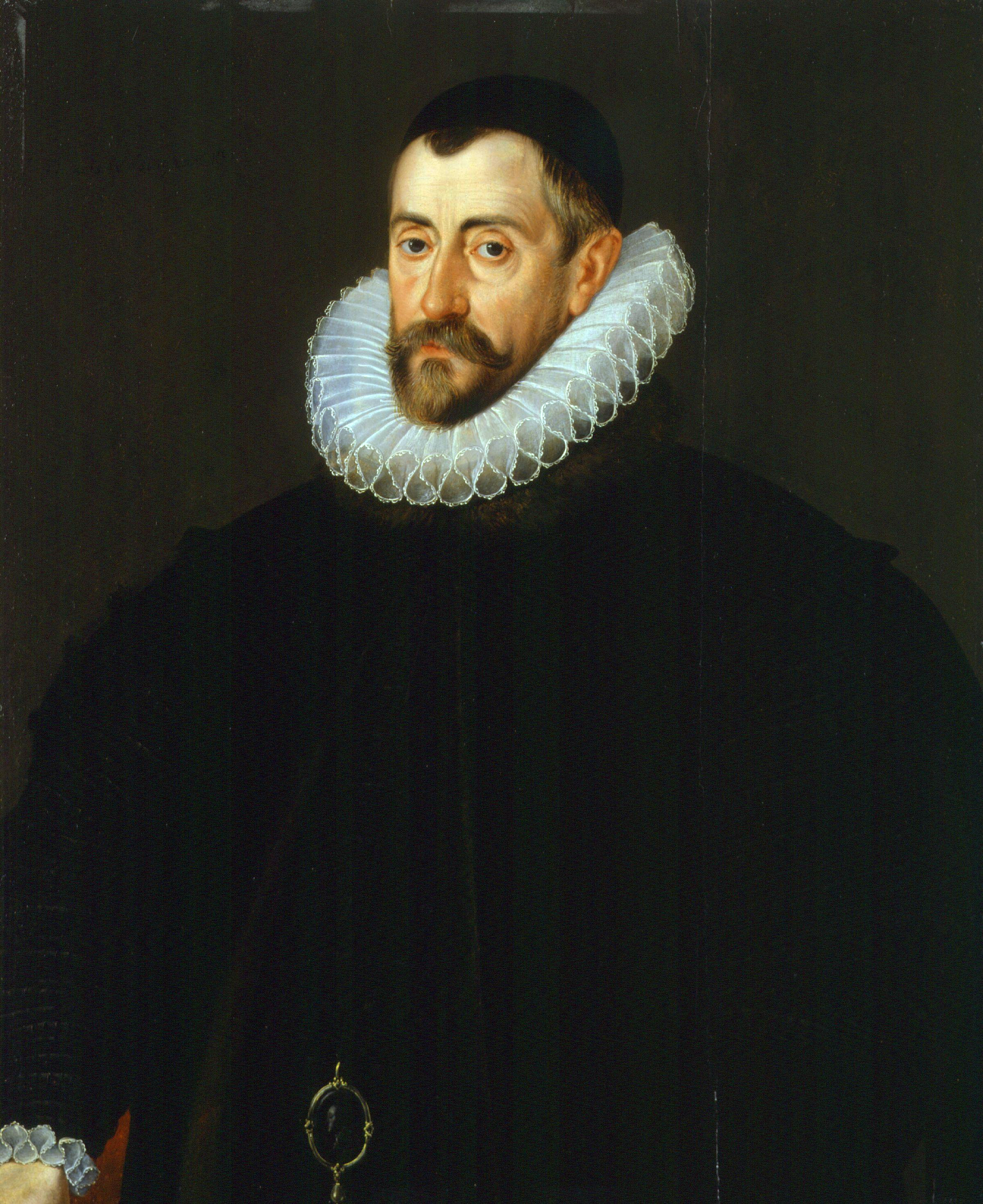
Sir Francis Walsingham

Das Gefährliche an dieser Verschwörung war, dass die Verschwörer aus dem Umkreis der Königin Elisabeth kamen. Dies war die erste Verschwörung, die nicht von außerhalb kam, sondern von jungen katholischen Höflingen.

## Durchführung
Erstes Ziel der Verschwörung war die Befreiung Maria Stuarts. Hierzu wurden Briefe mit ihr ausgetauscht. Seit dem letzten Versuch, Maria zu befreien, wurden nicht nur die Besucher kontrolliert, sondern auch ihre Post überwacht. Es war daher notwendig, ihr die Briefe auf anderem Wege zu senden. Chartley, das jetzt Marias Gefängnis war, wurde von einem Brauer aus Burton beliefert. In seinen Fässern wurden die mit einem Nomenklator verschlüsselten Briefe in einem ausgehöhlten Spund und in wasserdichter Umhüllung geschmuggelt. Gifford leitete die Briefe nicht direkt an Maria weiter, sondern an Francis Walsingham, den Sicherheitsminister von Elisabeth. Da die Briefe verschlüsselt waren, stellte Walsingham den erfahrenen Entzifferer Thomas Phelippes als Geheimsekretär ein, dem die Entzifferung der Nachrichten mit Hilfe der Häufigkeitsanalyse gelang. Der Postdienst war so organisiert, dass Gifford einen Brief bekam und ihn Walsingham übergab. Walsingham ließ den Brief abschreiben und entziffern, danach wurde er mit einem schnellen Boten nach Chartley gebracht und dort Paulet übergeben. Der gab den Brief an Gifford und dieser dann an den Bierbrauer weiter, der den Brief in dem Fass versteckte. Als Walsingham von dem Komplott erfuhr, ließ er den Schriftverkehr beobachten. Er verfolgte damit mehrere Ziele. Zum einen wollte er die Namen von möglichst allen Mitverschwörern erfahren und zum anderen Maria Stuart zu einer zu unbedachten Äußerung veranlassen. Am 17. Juli 1586 antwortete Maria Stuart auf einen Brief von Babington. Walsingham veranlasste Phelippes, den Brief um folgenden Zusatz zu erweitern: „I will be glad to know the names and qualities of the six gentlemen, which are to accomplish the designment [the murder of the queen] (Ich wäre froh, wenn ich die Namen und (Teil-)Aufgaben der sechs Ehrenmänner erführe, die das Unternehmen [der Ermordung der Königin] durchführen sollen.)“. Er wollte damit Babington veranlassen, seine Mitverschwörer namentlich zu nennen. Die List schlug fehl, Walsingham hatte jedoch schon genug Beweise.

## Verhaftung und Prozess

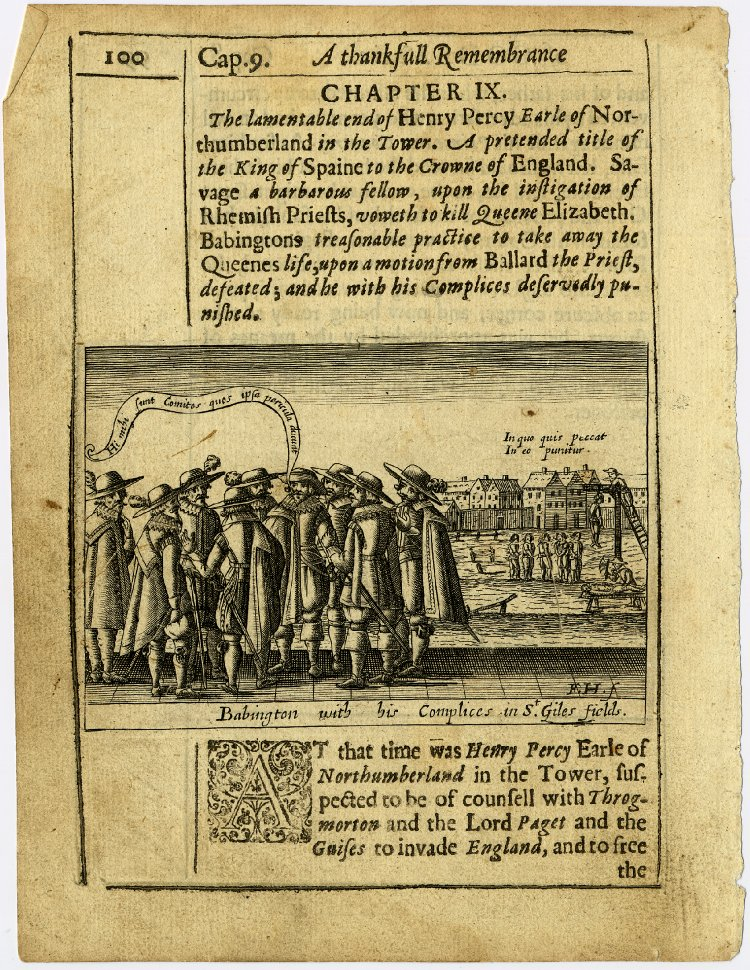
Darstellung eines Treffens in St. Giles Fields

Anfang August 1586 schlug Walsingham zu. Zuerst wurde Ballard verhaftet. Babington veranlasste darauf Savage, den Plan in die Tat umzusetzen, und floh, um sich selbst der Verhaftung zu entziehen. Er versteckte sich mit mehreren Begleitern im Haus der Familie Bellamy und wurde am 30. August festgenommen.
Alle Verschwörer wurden vom 13. bis zum 15. September verhört und gestanden die Tat; bis auf Ballard wurde keiner gefoltert. Sie schoben sich gegenseitig die Schuld zu. Mitte September wurde der Prozess eröffnet und alle wurden des Hochverrates für schuldig befunden. Babington, Ballard, Savage und vier weitere Verschwörer wurden am 20. September 1586 hingerichtet. Von Babington, Ballard und Savage ist bekannt, dass sie durch Hängen, Ausweiden und Vierteilen hingerichtet wurden. Elisabeth war nach der Schilderung der Hinrichtungen so entsetzt, dass sie für den nächsten Tag, an dem weitere sieben Verschwörer hingerichtet werden sollten, eine schnellere Hinrichtung befahl.
Chidiock Tichborne schrieb im Tower vor seiner Hinrichtung ein Gedicht:

„I sought my death and found it in my womb,

I looked for life and saw it was a shade;

I trod the earth and knew it was my tomb,

And now I die, and now I was but made.

My glass is full, and now my glass is run,

And now I live, and now my life is done.“

## Hinrichtung Maria Stuarts
Nach der Aufdeckung der Verschwörung wurde die Situation für Maria Stuart immer bedrohlicher. Walsingham setzte alles daran, auch sie aufgrund des vom Parlament verabschiedeten Gesetzes anzuklagen und hinzurichten. Ende September 1586 wurde sie nach Fotheringhay gebracht. Am 25. Oktober wurde sie des Hochverrates für schuldig befunden, weil sie an der Babington-Verschwörung beteiligt war. Bis heute ist nicht geklärt, ob die Briefe tatsächlich von Maria Stuart stammten. Erst am 1. Februar 1587 wurde die Hinrichtungsurkunde von Elisabeth unterzeichnet. Am 8. Februar wurde sie in Anwesenheit von Adeligen und anderen von geringerem Rang enthauptet.